# Eugenia shettyana
Eugenia shettyana là một loài thực vật có hoa trong Họ Đào kim nương. Loài này được Murugan & Gopalan mô tả khoa học đầu tiên năm 2005.